# آرتیوم تریان
آرتیوم سارگسی تریان (ارمنی: Արտյոմ Սարգսի Տերյան؛ ۵ مارس ۱۹۳۰ – آوریل ۱۹۷۰) یک کشتی‌گیر رشته کشتی فرنگی اهل ارمنستان بود که در بازی‌های المپیک و مسابقات قهرمانی کشتی جهان در مجموع برندهٔ ۱ مدال طلا، ۱ مدال برنز شده‌است.
وی در آوریل ۱۹۷۰ در خانه خویش در یک نزاع شخصی کشته شد.